# Historia Calamitatum
Historia Calamitatum også kendt som Abaelardi ad Amicum Suum Consolatoria er et selvbiografisk værk på latin skrevet af Peter Abelard, der var en af Frankrigs vigtigste intellektuelle i middelalderen og pioner inden for skolastikken. Det er i brevform og tydeligt inspireret af Augustin af Hippos Confessiones. Historia giver et umiddelbart ærligt selvportræt af en mand, der kunne være yderst arrogant og ofte følte sig forfulgt. Samtidigt giver værket et fascinerende indblik i det intellektuelle liv i Paris i Sorbonne-universitetets formative periode. Mest berømt er Historia for sin beskrivelse af Abelards kærlighedsaffære med Héloïse.
Det ældste eksisterende manuskript er fra 1350, og det kan ikke udelukkes, at det hele er fiktion.

## Eksterne links
- English translation of Historia Calamitatum on the Internet Medieval Sourcebook
- Latin text of Historia Calamitatum on The Latin Library Arkiveret 29. marts 2006 hos  Wayback Machine